# Lista de episódios de Portugueses pelo Mundo
Segue-se abaixo a lista de episódios da série de televisão portuguesa Portugueses pelo Mundo. Em cada episódio é dado a conhecer uma cidade de vários países do mundo.

## Temporadas
Episódios especiais
| Temporada | Temporada | Episódios | Exibição original       | Exibição original       | Lançamento em DVD   | Lançamento em DVD |
| Temporada | Temporada | Episódios | Estreia de temporada    | Final de temporada      | Lançamento em DVD   | Lançamento em DVD |
| --------- | --------- | --------- | ----------------------- | ----------------------- | ------------------- | ----------------- |
|           | 1         | 8         | 19 de junho de 2010     | 11 de setembro de 2010  | 4 de agosto de 2011 |                   |
|           | 2         | 8         | 15 de dezembro de 2010  | 29 de janeiro de 2011   | 19 de julho de 2012 |                   |
|           | 3         | 8         | 3 de fevereiro de 2011  | 3 de abril de 2011      | —                   |                   |
|           | 4         | 13        | 14 de agosto de 2011    | 22 de junho de 2012     | —                   |                   |
|           | 5         | 25        | 13 de julho de 2012     | 8 de fevereiro de 2013  | —                   |                   |
|           | 6         | 13        | 15 de fevereiro de 2013 | 10 de maio de 2013      | —                   |                   |
|           | 7         | 14        | 10 de fevereiro de 2015 | 27 de fevereiro de 2015 | —                   |                   |
|           | 8         | 20        | 28 de abril de 2016     | 17 de Fevereiro de 2017 | —                   |                   |
|           | 9         | 16        | 25 de Maio de 2018      | 21 de Novembro de 2018  | —                   |                   |
|           | 10        | 12        | 21 de Julho de 2020     | 10 de Setembro de 2020  | —                   |                   |
|           | 11        | 13        | 23 de Julho de 2022     | 5 de Fevereiro de 2023  | —                   |                   |
|           | 12        | 14        | 23 de Julho de 2024     | 4 de Março de 2025      | —                   |                   |

{| class="wikitable" style="text-align: center;"
|-
! style="padding: 0 8px;" colspan="2"| Episódios
! colspan="2"| Exibição original
|-
|style="background: #FF3333;"|
```
|
Especial Natal

| colspan="2"| 
29 de dezembro
 de 
2013
[
17
]
```

|-
```
|style="background: #9900BB;"|
|
Especial Beirais

| colspan="2"| 
12 de janeiro
 de 
2014
[
18
]
```

|}

## Episódios

### 1ª Temporada: 2010
| № | # | Cidade              | País           | Estreia original       |
| - | - | ------------------- | -------------- | ---------------------- |
| 1 | 1 | Sydney              | Austrália      | 19 de junho de 2010    |
| 2 | 2 | Buenos Aires        | Argentina      | 26 de junho de 2010    |
| 3 | 3 | Berlim              | Alemanha       | 3 de julho de 2010     |
| 4 | 4 | Cidade do Cabo      | África do Sul  | 10 de julho de 2010    |
| 5 | 5 | Nova Iorque         | Estados Unidos | 17 de julho de 2010    |
| 6 | 6 | Istambul            | Turquia        | 28 de agosto de 2010   |
| 7 | 7 | Cidade de Singapura | Singapura      | 4 de setembro de 2010  |
| 8 | 8 | Zagrebe             | Croácia        | 11 de setembro de 2010 |

### 2ª Temporada: 2010-2011
| №  | # | Cidade           | País           | Estreia original       |
| -- | - | ---------------- | -------------- | ---------------------- |
| 9  | 1 | Barcelona        | Espanha        | 15 de dezembro de 2010 |
| 10 | 2 | Londres          | Reino Unido    | 23 de dezembro de 2010 |
| 11 | 3 | Rio de Janeiro   | Brasil         | 30 de dezembro de 2010 |
| 12 | 4 | Cidade do México | México         | 19 de janeiro de 2011  |
| 13 | 5 | Maputo           | Moçambique     | 20 de janeiro de 2011  |
| 14 | 6 | Oslo             | Noruega        | 26 de janeiro de 2011  |
| 15 | 7 | Pequim           | China          | 27 de janeiro de 2011  |
| 16 | 8 | Los Angeles      | Estados Unidos | 29 de janeiro de 2011  |

### 3ª Temporada: 2011[19]
| №  | # | Cidade     | País          | Estreia original        |
| -- | - | ---------- | ------------- | ----------------------- |
| 17 | 1 | Toronto    | Canadá        | 3 de fevereiro de 2011  |
| 18 | 2 | Amesterdão | Países Baixos | 10 de fevereiro de 2011 |
| 19 | 3 | Tóquio     | Japão         | 17 de fevereiro de 2011 |
| 20 | 4 | Marraquexe | Marrocos      | 26 de fevereiro de 2011 |
| 21 | 5 | Jerusalém  | Israel        | 12 de março de 2011     |
| 22 | 6 | Nova Deli  | Índia         | 19 de março de 2011     |
| 23 | 7 | Lima       | Peru          | 27 de março de 2011     |
| 24 | 8 | Cairo      | Egito         | 3 de abril de 2011      |

### 4ª Temporada: 2011-2012
| №  | #  | Cidade            | País                   | Estreia original       |
| -- | -- | ----------------- | ---------------------- | ---------------------- |
| 25 | 1  | Veneza            | Itália                 | 14 de agosto de 2011   |
| 26 | 2  | Praia             | Cabo Verde             | 21 de agosto de 2011   |
| 27 | 3  | Santiago do Chile | Chile                  | 28 de agosto de 2011   |
| 28 | 4  | Dublin            | Irlanda                | 4 de setembro de 2011  |
| 29 | 5  | Paris             | França                 | 11 de setembro de 2011 |
| 30 | 6  | Chicago           | Estados Unidos         | 18 de setembro de 2011 |
| 31 | 7  | Seul              | Coreia do Sul          | 23 de setembro de 2011 |
| 32 | 8  | Praga             | Chéquia                | 11 de maio de 2012     |
| 33 | 9  | Banguecoque       | Tailândia              | 18 de maio de 2012     |
| 34 | 10 | Moscovo           | Rússia                 | 25 de maio de 2012     |
| 35 | 11 | Dubai             | Emirados Árabes Unidos | 8 de junho de 2012     |
| 36 | 12 | Havana            | Cuba                   | 15 de junho de 2012    |
| 37 | 13 | Miami             | Estados Unidos         | 22 de junho de 2012    |

### 5ª Temporada: 2012-2013[20]
| №  | #  | Cidade          | País                | Estreia original       |
| -- | -- | --------------- | ------------------- | ---------------------- |
| 38 | 1  | Madrid          | Espanha             | 13 de julho de 2012    |
| 39 | 2  | São Francisco   | Estados Unidos      | 3 de agosto de 2012    |
| 40 | 3  | Copenhaga       | Dinamarca           | 10 de agosto de 2012   |
| 41 | 4  | São Paulo       | Brasil              | 17 de agosto de 2012   |
| 42 | 5  | Macau           | China               | 31 de agosto de 2012   |
| 43 | 6  | Roma            | Itália              | 6 de setembro de 2012  |
| 44 | 7  | Bogotá          | Colômbia            | 21 de setembro de 2012 |
| 45 | 8  | Bissau          | Guiné-Bissau        | 28 de setembro de 2012 |
| 46 | 9  | Edimburgo       | Reino Unido         | 5 de outubro de 2012   |
| 47 | 10 | Montevideu      | Uruguai             | 12 de outubro de 2012  |
| 48 | 11 | Auckland        | Nova Zelândia       | 19 de outubro de 2012  |
| 49 | 12 | Budapeste       | Hungria             | 26 de outubro de 2012  |
| 50 | 13 | Casablanca      | Marrocos            | 2 de novembro de 2012  |
| 51 | 14 | Nova Orleães    | Estados Unidos      | 9 de novembro de 2012  |
| 52 | 15 | Viena           | Áustria             | 16 de novembro de 2012 |
| 53 | 16 | Riade           | Arábia Saudita      | 23 de novembro de 2012 |
| 54 | 17 | São Tomé        | São Tomé e Príncipe | 30 de novembro de 2012 |
| 55 | 18 | Varsóvia        | Polónia             | 7 de dezembro de 2012  |
| 56 | 19 | Fortaleza       | Brasil              | 14 de dezembro de 2012 |
| 57 | 20 | Dakar           | Senegal             | 4 de janeiro de 2013   |
| 58 | 21 | Beirute         | Líbano              | 11 de janeiro de 2013  |
| 59 | 22 | Tallinn         | Estónia             | 18 de janeiro de 2013  |
| 60 | 23 | Goa             | Índia               | 25 de janeiro de 2013  |
| 61 | 24 | Washington D.C. | Estados Unidos      | 1 de fevereiro de 2013 |
| 62 | 25 | Bruxelas        | Bélgica             | 8 de fevereiro de 2013 |

### 6ª Temporada: 2013
| №  | #  | Cidade       | País           | Estreia original        |
| -- | -- | ------------ | -------------- | ----------------------- |
| 63 | 1  | Kuala Lumpur | Malásia        | 15 de fevereiro de 2013 |
| 64 | 2  | Belgrado     | Sérvia         | 22 de fevereiro de 2013 |
| 65 | 3  | Caracas      | Venezuela      | 1 de março de 2013      |
| 66 | 4  | Estocolmo    | Suécia         | 8 de março de 2013      |
| 67 | 5  | Boston       | Estados Unidos | 15 de março de 2013     |
| 68 | 6  | Zurique      | Suíça          | 22 de março de 2013     |
| 69 | 7  | Melbourne    | Austrália      | 29 de março de 2013     |
| 70 | 8  | Bucareste    | Roménia        | 5 de abril de 2013      |
| 71 | 9  | Salvador     | Brasil         | 12 de abril de 2013     |
| 72 | 10 | Ho Chi Minh  | Vietname       | 19 de abril de 2013     |
| 73 | 11 | Montreal     | Canadá         | 26 de abril de 2013     |
| 74 | 12 | Belfast      | Reino Unido    | 3 de maio de 2013       |
| 75 | 13 | Osaka        | Japão          | 10 de maio de 2013      |

### 7ª Temporada: 2015[21]
| №  | #  | Cidade           | País                   | Estreia original        |
| -- | -- | ---------------- | ---------------------- | ----------------------- |
| 76 | 1  | Helsínquia       | Finlândia              | 10 de fevereiro de 2015 |
| 77 | 2  | Díli             | Timor-Leste            | 11 de fevereiro de 2015 |
| 78 | 3  | Cidade do Panamá | Panamá                 | 12 de fevereiro de 2015 |
| 79 | 4  | Haia             | Países Baixos          | 13 de fevereiro de 2015 |
| 80 | 5  | Xangai           | China                  | 14 de fevereiro de 2015 |
| 81 | 6  | Windoeck         | Namíbia                | 17 de fevereiro de 2015 |
| 82 | 7  | Reiquiavique     | Islândia               | 18 de fevereiro de 2015 |
| 83 | 8  | Darwin           | Austrália              | 19 de fevereiro de 2015 |
| 84 | 9  | Tunes            | Tunísia                | 20 de fevereiro de 2015 |
| 85 | 10 | Lyon             | França                 | 23 de fevereiro de 2015 |
| 86 | 11 | San José         | Costa Rica             | 24 de fevereiro de 2015 |
| 87 | 12 | Abu Dhabi        | Emirados Árabes Unidos | 25 de fevereiro de 2015 |
| 88 | 13 | Luanda           | Angola                 | 26 de fevereiro de 2015 |
| 89 | 14 | Luanda           | Angola                 | 27 de fevereiro de 2015 |

### 8ª Temporada: 2016-2017[23]
| №   | #  | Cidade                | País                                                                      | Estreia original        |
| --- | -- | --------------------- | ------------------------------------------------------------------------- | ----------------------- |
| 90  | 1  | Atenas                | Grécia                                                                    | 28 de abril de 2016     |
| 91  | 2  | Ljubliana             | Eslovênia                                                                 | 5 de maio de 2016       |
| 92  | 3  | Limassol              | Chipre                                                                    | 19 de maio de 2016      |
| 93  | 4  | Doha                  | Catar                                                                     | 26 de maio de 2016      |
| 94  | 5  | Austin                | Estados Unidos                                                            | 2 de junho de 2016      |
| 95  | 6  | Riga                  | Letónia                                                                   | 23 de setembro de 2016  |
| 96  | 7  | Guadalajara           | México                                                                    | 30 de setembro de 2016  |
| 97  | 8  | Malta                 | Malta                                                                     | 7 de outubro de 2016    |
| 98  | 9  | Bali                  | Indonésia                                                                 | 14 de outubro de 2016   |
| 99  | 10 | Mumbai                | Índia                                                                     | 21 de outubro de 2016   |
| 100 | 11 | Phnom Penh            | Camboja                                                                   | 28 de outubro de 2016   |
| 101 | 12 | Hong Kong             | China                                                                     | 4 de novembro de 2016   |
| 102 | 13 | Cracóvia              | Polónia                                                                   | 30 de dezembro de 2016  |
| 103 | 14 | Quito                 | Equador                                                                   | 6 de janeiro de 2017    |
| 104 | 15 | Medellin              | Colômbia                                                                  | 13 de janeiro de 2017   |
| E1  | 16 | Especial Professores  | Bali, Indonésia Malta Austin, Estados Unidos Guadalajara, México          | 11 de janeiro de 2017   |
| E2  | 17 | Especial Arquitetos   | Austin, Estados Unidos Jacarta, Indonésia Doha, Catar Guadalajara, México | 20 de janeiro de 2017   |
| E3  | 18 | Especial Artistas     | Hong Kong, China Doha, Catar Guadalajara, México Bali, Indonésia          | 3 de fevereiro de 2017  |
| E4  | 19 | Especial Chefs        | Kampot, Camboja Macau, China Varsóvia, Polónia Cartagena, Colômbia        | 10 de fevereiro de 2017 |
| E5  | 20 | Especial Desportistas | Cartajena, Colômbia Nicósia, Chipre Getxo, Espanha Hong Kong, China       | 17 de fevereiro de 2017 |

9ª Temporada: 2018
| №   | #  | Tema                              | Cidade/País                                                                       | Estreia Original       |
| --- | -- | --------------------------------- | --------------------------------------------------------------------------------- | ---------------------- |
| 105 | 1  | Turismo                           | Maputo, Moçambique Cusco, Peru Phuket, Tailândia                                  | 25 de Maio de 2018     |
| 106 | 2  | Empresários e Empreendedores      | Estocolmo, Suécia Mindelo, Cabo Verde Santiago, Chile                             | 2 de Junho de 2018     |
| 107 | 3  | Moda                              | Amesterdão, Países Baixos Paris, França Cidade do Cabo, África do Sul             | 9 de Junho de 2018     |
| 108 | 4  | Ciência                           | Estocolmo, Suécia Tóquio, Japão Santiago, Chile                                   | 16 de Junho de 2018    |
| 109 | 5  | Mar                               | Santo Antão, Cabo Verde Santo António, São Tomé e Príncipe Reiquiavique, Islândia | 23 de Junho de 2018    |
| 110 | 6  | Construção e Projetos             | Osaka, Japão Nova Iorque, Estados Unidos Cidade do Cabo, África do Sul            | 30 de Junho de 2018    |
| 111 | 7  | Comunicação Social                | Lyon, França Mindelo, Cabo Verde Toronto, Canadá                                  | 13 de Julho de 2018    |
| 112 | 8  | Estudantes                        | Santiago, Chile Tóquio, Japão Gardaber, Islândia                                  | 9 de Junho de 2018     |
| 113 | 9  | Espetáculo                        | Banguecoque, Tailândia Maputo, Moçambique Nova Iorque, Estados Unidos             | 22 de Agosto de 2018   |
| 114 | 10 | Risco                             | Salamanca, Espanha Lima, Peru São Tomé, São Tomé e Príncipe                       | 9 de Outubro de 2018   |
| 115 | 11 | Stress                            | Londres, Reino Unido Maputo, Moçambique Maastricht, Países Baixos                 | 16 de Outubro de 2018  |
| 116 | 12 | Voluntários                       | Santa Maria de Nieva, Peru Toronto, Canadá São Tomé, São Tomé e Príncipe          | 23 de Outubro de 2018  |
| 117 | 13 | Negócios de Portugal: Gastronomia | Berlim, Alemanha Banguecoque, Tailândia Amesterdão, Países Baixos                 | 30 de Outubro de 2018  |
| 118 | 14 | Taxistas e Motoristas             | Reiquiavique, Islândia Londres, Reino Unido Paris, França                         | 7 de Novembro de 2018  |
| 119 | 15 | Saúde                             | Maputo, Moçambique Zwolle, Países Baixos Estocolmo, Suécia                        | 14 de Novembro de 2018 |
| 120 | 16 | Aviação                           | Heinsberg, Alemanha Filadélfia, Estados Unidos Cambridge, Reino Unido             | 21 de Novembro de 2018 |

10ª Temporada: 2020
| Nº  | #  | Cidade                   | País           | Estreia Original       |
| --- | -- | ------------------------ | -------------- | ---------------------- |
| 121 | 1  | Boston                   | Estados Unidos | 14 de Julho de 2020    |
| 122 | 2  | New Jersey               | Estados Unidos | 21 de Julho de 2020    |
| 123 | 3  | Rhode Island             | Estados Unidos | 28 de Julho de 2020    |
| 124 | 4  | Fall River e New Bedford | Estados Unidos | 6 de Agosto de 2020    |
| 125 | 5  | Los Angeles              | Estados Unidos | 13 de Agosto de 2020   |
| 126 | 6  | Florida                  | Estados Unidos | 20 de Agosto de 2020   |
| 127 | 7  | Connecticut              | Estados Unidos | 21 de Agosto de 2020   |
| 128 | 8  | Rio de Janeiro           | Brasil         | 27 de Agosto de 2020   |
| 129 | 9  | Santos                   | Brasil         | 28 de Agosto de 2020   |
| 130 | 10 | Salvador da Bahia        | Brasil         | 3 de Setembro de 2020  |
| 131 | 11 | São Paulo                | Brasil         | 4 de Setembro de 2020  |
| 132 | 12 | Luxemburgo               | Luxemburgo     | 10 de Setembro de 2020 |
|     |    |                          |                |                        |

11ª Temporada: 2022-2023
| Nº  | #  | Cidade     | País          | Estreia Original       |
| --- | -- | ---------- | ------------- | ---------------------- |
| 133 | 1  | Lausana    | Suíça         | 23 de Julho de 2022    |
| 134 | 2  | Amesterdão | Países Baixos | 30 de Julho de 2022    |
| 135 | 3  | Manchester | Reino Unido   | 6 de Agosto de 2022    |
| 136 | 4  | Hamburgo   | Alemanha      | 13 de Agosto de 2022   |
| 137 | 5  | Genebra    | Suíça         | 20 de Agosto de 2022   |
| 138 | 6  | Bruxelas   | Bélgica       | 27 de Agosto de 2022   |
| 139 | 7  | Londres    | Reino Unido   | 3 de Setembro de 2022  |
| 140 | 8  | Frankfurt  | Alemanha      | 10 de Setembro de 2022 |
| 141 | 9  | Paris      | França        | 17 de Setembro de 2022 |
| 142 | 10 | Bordéus    | França        | 15 de Janeiro de 2023  |
| 143 | 11 | Barcelona  | Espanha       | 28 de Janeiro de 2023  |
| 144 | 12 | Lyon       | França        | 29 de Janeiro de 2023  |
| 145 | 13 | Andorra    | Andorra       | 5 de Fevereiro de 2023 |

12ª Temporada: 2024-2025
| Nº  | #  | Cidade           | País           | Estreia Original        |
| --- | -- | ---------------- | -------------- | ----------------------- |
| 146 | 1  | Buenos Aires     | Argentina      | 23 de Julho de 2024     |
| 147 | 2  | Joanesburgo      | África do Sul  | 30 de Julho de 2024     |
| 148 | 3  | San José         | Estados Unidos | 27 de Agosto de 2024    |
| 149 | 4  | Düsseldorf       | Alemanha       | 3 de Setembro de 2024   |
| 150 | 5  | Maputo           | Moçambique     | 27 de Setembro de 2024  |
| 151 | 6  | Caracas          | Venezuela      | 2 de Janeiro de 2025    |
| 152 | 7  | Clermont-Ferrand | França         | 7 de Janeiro de 2025    |
| 153 | 8  | Nantes           | França         | 21 de Janeiro de 2025   |
| 154 | 9  | Cidade do Cabo   | África do Sul  | 28 de Janeiro de 2025   |
| 155 | 10 | Ilha de Jersey   | Jersey         | 4 de Fevereiro de 2025  |
| 156 | 11 | Luanda           | Angola         | 11 de Fevereiro de 2025 |
| 157 | 12 | Sacramento       | Estados Unidos | 18 de Fevereiro de 2025 |
| 158 | 13 | Lobito           | Angola         | 25 de Fevereiro de 2025 |
| 159 | 14 | San Diego        | Estados Unidos | 4 de Março de 2025      |

### Episódios especiais
No dia 29 de dezembro de 2013 foi transmitido o episódio Portuguesinhos pelo Mundo: Especial Natal, onde os filhos de emigrantes portugueses dão a conhecer as tradições natalícias dos países onde vivem e, também, como a sua família celebra o Natal.
A 12 de janeiro de 2014 foi transmitido Portugueses pelo Mundo: Especial Beirais, um episódio crossover entre esta série e a série de ficção Bem-Vindos a Beirais. Nele os habitantes, fictícios ou reais, da aldeia de Beirais (aldeia de Carvalhal, na realidade) mostraram os vários aspetos da aldeia e explicaram as razões pelas quais decidiram ir para lá morar e de lá nunca sair.